# 大科学実験
『大科学実験』（だいかがくじっけん）は、NHK教育テレビジョン（NHK Eテレ）で2010年3月31日から放送されている科学実験番組。正式には「大科学実験 discover science」。NHK、NHKエデュケーショナル、アル・ジャジーラ子どもチャンネル（JCC）の共同制作番組。字幕放送実施。2011年4月以降はいままでの番組を再放送していたが、2012年10月から2013年3月まで新作として第27回 - 第52回が放送された。それらは、南西ドイツ放送協会（SWR）との共同制作番組とのテロップが出ている。2014年10月からは新シリーズとして第53回以降の新作を13本制作された。南アフリカ放送協会（SABC）とスウェーデン教育放送（UR）並びに台湾公共放送（PTS、実験57のみ）との共同制作。
また、2012年より、東日本旅客鉄道（JR東日本）のトレインチャンネルでも同番組をモチーフにした「60秒でわかる大科学実験」が中央線・山手線・京浜東北線・京葉線の車内にて放映されている。2019、2020年は、再放送が後期(10月から3月まで)に放送された。2021年4月10日の再放送は前期(4月から9月まで)の19:45-19:55となっている。
更に2025年3月22日より「新大科学実験 discover science」と題名を改め、15分番組として放送を開始した。冒頭・締めのナレーションは「大科学実験で」（「新大科学実験で」ではないが、題字は「新」が追加される形となっている）のままとなっている。

## 内容
「やってみなくちゃわからない」を主題に、自然や科学の法則を実験によって検証していく内容となっており、難解な用語や数式などは全く使われていない。実験は、室内で簡単かつ短時間に検証出来る小規模なものでも広い屋内や飛行場・公園・球場などの屋外で車両や重機などを使うなど大掛かりに行う場合もある。CGは使わず、ピンク、イエロー、ブルーに分けられた実験レンジャー達が無言で淡々と準備・実験・検証を進め、それに細野晴臣のナレーションが乗るという簡素な構成となっている。
毎回、番組冒頭と番組最後に細野による決まり文句がある。番組冒頭ではその回の実験概要を述べた後、「誰もが当たり前だと思っている自然の法則や科学の知識。でも、それは本当なのでしょうか？　答えは、やってみなくちゃ分からない、大科学実験で」と始まり、番組最後では結論がまとめられた後、「だから、やってみなくちゃ分からない、大科学実験で」と締め括られる。また、回によっては外国を実験会場としてロケを行う事もある。

## 放送日時
いずれも日本標準時（JST）で、表記がないものはNHK Eテレでの放送。
2010年度
- 本放送：水曜日 19:40 - 19:50
- 再放送：金曜日 1:10 - 1:20、金曜日 10:45 - 10:55
  - NHK BS2：土曜日 4:30 - 4:40、日曜日 4:40 - 4:50

2011年度
- 本放送：土曜日 19:45 - 19:55
- 再放送：土曜日 6:50 - 7:00、火曜日 9:55 - 10:05

2012年度
- 本放送：土曜日 19:45 - 19:55
- 再放送：火曜日 9:50 - 10:00
  - 総合テレビ（東海・北陸地方のみ）：木曜日 23:15 - 23:25（2012年4月19日 - ）

2013年度
- 本放送：土曜日 19:45 - 19:55
- 再放送：木曜日 9:40 - 9:50

2014年度
- 本放送：土曜日 19:45 - 19:55
- 再放送：金曜日 10:05 - 10:15

2015年度
- 本放送：土曜日 19:45 - 19:55
- 再放送：火曜日 9:50 - 10:00（2015年4月 - 9月）、金曜日 15:30 - 15:40（2015年4月 - 9月）、木曜日 23:45 - 23:55（2015年10月 - 2016年3月）

2016年度
- 土曜日 19:45 - 19:55、火曜日 9:50 - 10:00、13:45 - 13:55

2017年度
- 火曜日 9:50 - 10:00（2017年4月 - 9月）

2018年度
- 金曜日 15:30 - 15:40（2018年10月 - 2019年3月）

2019年度
- 金曜日 15:30 - 15:40（2019年10月 - 2020年3月）[4]

2020年度
- 火曜日 10:05 - 10:15（2020年10月 - 2021年3月）[3]

2021年度
- 土曜日 19:45 - 19:55（2021年4月10日 - 2021年10月2日）[5][6]

## 出演者
- 実験レンジャー（ピンク、イエロー、ブルー）
- ナレーション：細野晴臣（ミュージシャン）
- その他：回によっては実験に協力する様々な分野の専門家や動物が登場する場合もある。

## スタッフ
- タイトル音楽：松前公高
- タイトル映像：ビヨゴンピクチャーズ
- 実験監修：ガリレオ工房
- 実験協力:三和機工　京葉重機　オサフネ製作所　ほか
- 番組撮影：NHKメディアテクノロジー、プログレッシブ

## 実験レンジャー
ピンク
困難な大科学実験に果敢に挑むチャレンジャー実験レンジャー
イエロー
大科学実験を滞りなく進行させるディレクター実験レンジャー
ブルー
大科学実験を確実に撮影するためのウルトラハイスピードカメラなどを操作するテクノロジー実験レンジャー

## 放送リスト
回数表記は「実験○」（○の中には数字が入る）と表記される。
| 回数 | サブタイトル                 | 実験に関する項目                                         | 初回放送日     | 備考                                                                       |
| ---- | ---------------------------- | -------------------------------------------------------- | -------------- | -------------------------------------------------------------------------- |
| 1    | 音の速さを見てみよう         | 音速                                                     | 2010年3月31日  | 第37回 日本賞 2010年 ABU賞最優秀賞                                         |
| 2    | 空飛ぶクジラ                 | 熱気球 浮力                                              | 2010年4月7日   |                                                                            |
| 3    | コップは力持ち               | 大気圧                                                   | 2010年4月14日  |                                                                            |
| 4    | 太陽で料理しよう             | 太陽熱 太陽光                                            | 2010年4月21日  |                                                                            |
| 5    | 高速で止まるボール!?         | 速度 相対速度                                            | 2010年4月28日  | ゲスト：スタントドライバー                                                 |
| 6    | リンゴは動きたくない!?       | 慣性 慣性の法則                                          | 2010年5月5日   | ゲスト：新井敏弘（ラリードライバー） SUBARUインプレッサWRX STIラリー仕様車 |
| 7    | 人力発電メリーゴーラウンド   | 人力発電                                                 | 2010年5月12日  | ゲスト：36人のプロ競輪選手                                                 |
| 8    | 声でコップが割れる?          | 共振 共鳴 音波 周波数                                    | 2010年5月19日  |                                                                            |
| 9    | 大追跡!巨大影の7時間         | 日周運動                                                 | 2010年5月26日  |                                                                            |
| 10   | 象の重さは?                  | 力のつりあい 浮力 アルキメデスの原理                     | 2010年7月7日   |                                                                            |
| 11   | 卵の上に立つラクダ           | 重量分散                                                 | 2010年7月14日  | ゲスト：ラクダのジャクソン                                                 |
| 12   | 高速スピンの謎               | 回転運動 角運動量保存則                                  | 2010年7月21日  | ゲスト：ミチル（エアリアルパフォーマー）                                   |
| 13   | 暗闇に光を!                  | 光の直進と反射                                           | 2010年7月28日  |                                                                            |
| 14   | 忍者になろう                 | 電磁石                                                   | 2010年9月1日   |                                                                            |
| 15   | 本は力持ち                   | 摩擦力                                                   | 2010年9月8日   |                                                                            |
| 16   | 時速100kmの振り子            | 位置エネルギー 運動エネルギー 力学的エネルギー保存の法則 | 2010年9月15日  |                                                                            |
| 17   | 静電気でお絵かき             | 静電気                                                   | 2010年9月22日  |                                                                            |
| 18   | ボールは戻ってくる?          | 慣性                                                     | 2010年9月29日  |                                                                            |
| 19   | さわらずに球を動かせ         | 運動量保存則                                             | 2010年11月3日  | ゲスト：有田秀彰（ビリヤードプロプレイヤー）                               |
| 20   | かなりしょっぱいウエディング | 飽和溶解度 再結晶                                        | 2010年11月10日 |                                                                            |
| 21   | 救出!てこ大作戦              | てこ 力のモーメント                                      | 2010年11月17日 |                                                                            |
| 22   | みんなここに集まってくる     | 凹面鏡 パラボラアンテナ                                  | 2010年11月24日 |                                                                            |
| 23   | 水深10000m!?                 | 圧力 水圧                                                | 2011年1月5日   |                                                                            |
| 24   | 手作り電池カー               | 電池 酸化還元 金属のイオン化傾向                         | 2011年1月12日  |                                                                            |
| 25   | 氷でたき火                   | 凸レンズ 焦点                                            | 2011年1月19日  |                                                                            |
| 26   | 水のナイフ                   | 水圧 ウォータージェット                                  | 2011年1月26日  |                                                                            |
| 27   | なわとび発電                 | 地磁気 電磁誘導                                          | 2012年10月6日  |                                                                            |
| 28   | ゴムこぷたー                 | ゴムの弾性エネルギー                                     | 2012年10月13日 |                                                                            |
| 29   | 超風船力                     | 空気の力                                                 | 2012年10月20日 |                                                                            |
| 30   | 軽々上がるピアノ             | 滑車                                                     | 2012年10月27日 |                                                                            |
| 31   | 空飛ぶじゅうたん             | 磁石 斥力                                                | 2012年11月3日  |                                                                            |
| 32   | 小便小僧と巨大オムツ         | 吸水性ポリマー                                           | 2012年11月10日 |                                                                            |
| 33   | 水のハイジャンプ             | 大気圧                                                   | 2012年11月17日 |                                                                            |
| 34   | 一瞬の王冠                   | ミルククラウン                                           | 2012年11月24日 |                                                                            |
| 35   | 人間上昇気流                 | 人体の体温 上昇気流                                      | 2012年12月1日  |                                                                            |
| 36   | 音の波を見てみよう           | 音波                                                     | 2012年12月8日  |                                                                            |
| 37   | 遠くても集まる               | パラボラ                                                 | 2012年12月15日 |                                                                            |
| 38   | 教室の空気                   |                                                          | 2012年12月22日 |                                                                            |
| 39   | 背伸びするタワー             | 熱膨張                                                   | 2012年12月29日 |                                                                            |
| 40   | 虹の橋                       | 光の屈折                                                 | 2013年1月5日   |                                                                            |
| 41   | 手作り空気エンジンカー       | 空気圧                                                   | 2013年1月12日  |                                                                            |
| 42   | 美しき落下                   | 落下                                                     | 2013年1月19日  |                                                                            |
| 43   | 一瞬で変わる声               | ドップラー効果                                           | 2013年1月26日  |                                                                            |
| 44   | 熱で動く鉄                   | スターリングエンジン                                     | 2013年2月2日   |                                                                            |
| 45   | 水中浮沈大実験               | 浮力 水圧                                                | 2013年2月9日   |                                                                            |
| 46   | 水中の音の速さを見てみよう   | 伝播                                                     | 2013年2月16日  |                                                                            |
| 47   | 巨大ブーメラン               | ブーメラン                                               | 2013年2月23日  |                                                                            |
| 48   | 水上競技会                   | ダイラタンシー                                           | 2013年3月2日   |                                                                            |
| 49   | 遠距離会話                   | 糸電話                                                   | 2013年3月9日   |                                                                            |
| 50   | 木炭SL                       | 電池                                                     | 2013年3月16日  |                                                                            |
| 51   | 剛腕の水蒸気                 | 蒸気圧                                                   | 2013年3月23日  |                                                                            |
| 52   | 貧乏ゆすり発電               | 圧電素子                                                 | 2013年3月30日  |                                                                            |
| 53   | つな引きエレベーター         | 摩擦                                                     | 2014年10月4日  |                                                                            |
| 54   | 空中浮遊ショー               | ベルヌーイの定理                                         | 2014年10月11日 |                                                                            |
| 55   | 色が変わる炎                 | 炎色反応                                                 | 2014年10月18日 |                                                                            |
| 56   | 進め!ポンポン船              | 水蒸気                                                   | 2015年4月25日  |                                                                            |
| 57   | 空いっぱいの虹               | 屈折率                                                   | 2015年5月2日   |                                                                            |
| 58   | 水の大回転                   | 遠心力                                                   | 2015年5月9日   |                                                                            |
| 59   | 音の特等席                   | 屈折                                                     | 2015年5月16日  |                                                                            |
| 60   | すべて当たるはず?            | 慣性                                                     | 2015年5月23日  |                                                                            |
| 61   | 雲をつかむような話           | 前線                                                     | 2015年5月30日  |                                                                            |
| 62   | 立て!トラック                | 構造安定                                                 | 2015年6月5日   |                                                                            |
| 63   | GO! GO! ものさしカー         | 弾性                                                     | 2015年6月12日  |                                                                            |
| 64   | アリと巨大な壁               | 等比数列                                                 | 2015年6月19日  |                                                                            |
| 65   | 高速磁石列車                 | 電磁誘導                                                 | 2015年6月26日  |                                                                            |
| 66   | 人間巨大ビジョン             | 光の三原色                                               | 2015年10月17日 |                                                                            |
| 67   | 熱はどこまで伝わる?          | 熱伝導                                                   | 2015年10月24日 |                                                                            |
| 68   | 針の穴を通るキリン!?         | ピンホールカメラ                                         | 2015年10月31日 |                                                                            |
| 69   | 降りると進む満員列車         | 作用・反作用の法則                                       | 2015年12月5日  |                                                                            |
| 70   | 砂漠でシャワー!              | 結露                                                     | 2015年12月12日 |                                                                            |
| 71   | 落下でダイエット?            | 自由落下                                                 | 2015年12月19日 |                                                                            |
| 72   | ひとつだけ動かして!          | 共振 高調波                                              | 2015年12月26日 |                                                                            |
| 73   | 燃やして重くして!            | 燃焼 酸化                                                | 2016年2月13日  |                                                                            |
| 74   | 坂の下で会いましょう!        | 最速降下曲線 サイクロイド                                | 2016年2月20日  |                                                                            |
| 75   | クールに水を凍らせろ         | 過冷却 結晶成長                                          | 2016年3月5日   |                                                                            |
| 76   | とってもめんどうなゆで卵     | 発熱反応 生石灰                                          | 2016年3月12日  |                                                                            |
| 77   | 水しぶきの階段               | 位置エネルギー                                           | 2016年3月24日  |                                                                            |
| 78   | 光の速さをはかってみよう     | 光速                                                     | 2016年3月26日  |                                                                            |

スペシャル
| 回 | サブタイトル                         | 初回放送日時                  | 初回放送日時 | 司会     | ゲスト                                                                  |
| -- | ------------------------------------ | ----------------------------- | ------------ | -------- | ----------------------------------------------------------------------- |
| 1  | やってみなくちゃわからない!          | 2010年4月29日 木曜10:00-10:45 | Eテレ        | 小松宏司 | 金子貴俊、山口もえ、まえだまえだ                                        |
| 2  | やってみなくちゃわからない!          | 2011年7月18日 月曜19:30-20:43 | 総合         | 恵俊彰   | 田中卓志、山田涼介、内山信二、クールポコ、小林星蘭、ももいろクローバーZ |
| 3  | まだまだ、やってみなくちゃわからない | 2012年5月04日 金曜19:30-20:43 | 総合         | 恵俊彰   | 小沢一敬、内山信二、荒木宏文、小林星蘭、スマイレージ                    |
| 4  | もっと!やってみなくちゃわからない    | 2013年1月10日 木曜20:00-20:43 | 総合         | 恵俊彰   | 坂下千里子、中村昌也、スリムクラブ、SUPER☆GiRLS                         |

## 受賞
- 2010年 ABU賞 最優秀賞
- 第37回日本賞 文部科学大臣賞
- アジアテレビジョンアワード2010 最優秀子供向け番組賞
- バンコク科学フィルムフェスティバル2010 最優秀教育賞
- ニューヨークフェスティバル2011 テレビ＆フィルム賞 教育部門銀賞
- US国際映画祭2011 教育部門 定時エンターテインメント部門2位

## 外国での放送
- 台湾では公共電視文化事業基金会が『科學玩很大』のタイトルで放送している。